# Quiero ser mujer
Quiero ser mujer (título original en inglés: Miss Annie Rooney) es una película dramática estadounidense de 1942 dirigida por Edwin L. Marin y escrita por George Bruce. El guion tiene algunas similitudes con la película muda, La pequeña Annie Rooney, protagonizada por Mary Pickford, pero por lo demás, las dos películas no tienen relación. Cabe destacar que fue la película en la que Shirley Temple recibió su primer beso en pantalla y Moore dijo que era el primer beso que había dado en su vida.

## Sinopsis
Annie Rooney (Shirley Temple), la hija de 14 años de un vendedor en apuros, se enamora de Marty White (Dickie Moore), un joven rico de 16 años. Si bien al principio los amigos snobs de Marty tratan a Annie con frialdad, sus habilidades para bailar jitterbug impresionan y pronto se convierte en una incorporación bienvenida a su círculo. Los padres ricos de Marty, que poseen un negocio de fabricación de caucho, no se dejan convencer tan fácilmente del valor de Annie. Pero cuando su padre (William Gargan) inventa una nueva forma de caucho sintético, su prestigio aumenta.

## Reparto
- Shirley Temple como Annie Rooney, una adolescente
- William Gargan como Tim Rooney, su padre inventor
- Guy Kibbee como Grandpop, su abuelo
- Dickie Moore como Marty White, un adolescente rico
- Gloria Holden como la Sra. White, la madre de Marty
- Jonathan Hale como el Sr. White, el padre de Marty
- Peggy Ryan como Myrtle
- Charles Coleman como Sidney, el mayordomo de los White
- Roland Dupree como Joey
- Mary Field como la Sra. Metz
- George Lloyd como Burns
- Jan Buckingham como la Sra. Sylvia
- Selmer Jackson como el Sr. Thomas
- June Lockhart como Stella Bainbridge
- Edgar Dearing como policía
- Shirley Mills como Audrey Hollis
- Byron Foulger como el señor Randall (sin acreditar)

## Producción

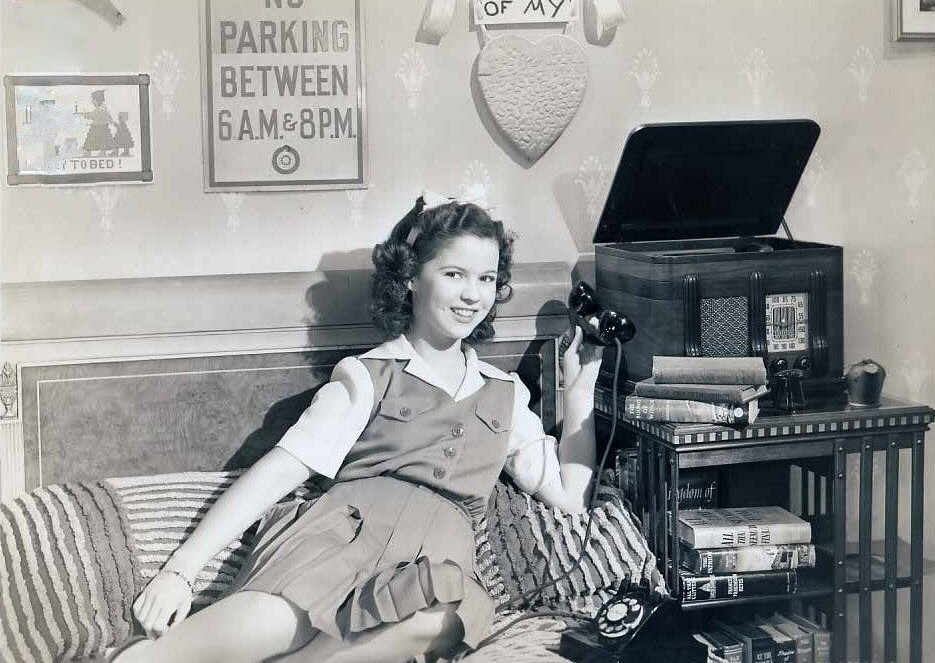
Shirley Temple en una escena de la película

Temple firmó para hacer una película para United Artists, que iba a ser Little Annie Rooney o Lucky Sixpence. Finalmente se decidió filmar la primera. El título se cambió a Miss Annie Rooney para reflejar la madurez de Temple; a la que le pagaron 50 000 dólares por su actuación.
Temple tenía 14 años cuando se filmó la película y recibió un beso muy publicitado en pantalla (de Moore, en la mejilla izquierda).

## Recepción
Está película constituye su segundo intento de volver al cine, pero la temática de la película sobre la cultura adolescente estaba pasada de moda y la película fracasó. Temple se retiró de nuevo de la actuación durante otros dos años. Más tarde, le dijo a Moore que la película era una «película terrible». De hecho las críticas fueron muy malas.
El New York Times opinaba: «Miss Annie Rooney es una imagen muy pequeña. Es una imagen muy sombría [...] Con mucho cuidado, el productor Edward Small da la noticia al público: la pequeña Shirley ya no vive aquí. Atrás quedaron los días de la niña que empieza a caminar, los días de los dientes de leche y las amígdalas. En cambio, ahora vemos a una señorita Temple en la extraña edad entre el período de la muñeca de papel y el de la niña con suéter, un fenómeno adolescente que habla como un diccionario de jerga y combina esto de alguna manera con citas de Shakespeare y Shaw».

### Formato doméstico
En 2009, la película estuvo disponible en formato de videocasete. A partir de 2013, la película está disponible en Netflix Instant Streaming. En 2017, ClassicFlix restauró la película con lanzamientos en DVD y Blu-ray.